# 西山营盘台
西山营盘台，位于中国青海省湟源县申中乡申中村，为青海省市县级文物保护单位，公布日期为1983年6月8日，类型为古遗址。
西山营盘台的历史年代为唐。